# Jun Mizuno
Jun Mizuno (水野 淳 Mizuno Jun?,  nacido el 7 de agosto de 1974 en Chiba) es un exfutbolista japonés. Jugaba de centrocampista y su último club fue el Mito HollyHock de Japón.

## Trayectoria

### Clubes
| Club                | País  | Año         |
| ------------------- | ----- | ----------- |
| JEF United Ichihara | Japón | 1993 - 1996 |
| Mito HollyHock      | Japón | 1997 - 2000 |